# Fed Cup 2010
La Fed Cup 2010 corresponde a la 48.ª edición del torneo de tenis femenino más importante por naciones. 8 equipos participaron en el Grupo Mundial y más de cien en los diferentes grupos regionales.

## Grupo Mundial
| Equipos participantes | Equipos participantes | Equipos participantes | Equipos participantes |
| Alemania              | Estados Unidos        | Francia               | Italia                |
| República Checa       | Rusia                 | Serbia                | Ucrania               |
| --------------------- | --------------------- | --------------------- | --------------------- |

## Eliminatorias
|  | Cuartos de final    | Cuartos de final |                     |            | Semifinales    | Semifinales    |  |            | Final            | Final            |  |
|  | 6-7 de febrero      | 6-7 de febrero   |                     |            | 24-25 de abril | 24-25 de abril |  |            | 6-7 de noviembre | 6-7 de noviembre |  |
|  |                     |                  |                     |            |                |                |  |            |                  |                  |  |
|  |                     |                  |                     |            |                |                |  |            |                  |                  |  |
|  | Italia (1)          | 4                |                     |            |                |                |  |            |                  |                  |  |
|  | Italia (1)          | 4                |                     |            |                |                |  |            |                  |                  |  |
|  | Ucrania             | 1                |                     |            |                |                |  |            |                  |                  |  |
|  | Ucrania             | 1                |                     | Italia (1) | 5              |                |  |            |                  |                  |  |
|  |                     |                  |                     | Italia (1) | 5              |                |  |            |                  |                  |  |
|  |                     |                  | República Checa (4) | 0          |                |                |  |            |                  |                  |  |
|  | República Checa (4) | 3                | República Checa (4) | 0          |                |                |  |            |                  |                  |  |
|  | República Checa (4) | 3                |                     |            |                |                |  |            |                  |                  |  |
|  | Alemania            | 2                |                     |            |                |                |  |            |                  |                  |  |
|  | Alemania            | 2                |                     |            |                |                |  | Italia (1) | 3                |                  |  |
|  |                     |                  |                     |            |                |                |  | Italia (1) | 3                |                  |  |
|  |                     |                  | Estados Unidos (2)  | 1          |                |                |  |            |                  |                  |  |
|  | Serbia              | 2                | Estados Unidos (2)  | 1          |                |                |  |            |                  |                  |  |
|  | Serbia              | 2                |                     |            |                |                |  |            |                  |                  |  |
|  | Rusia (3)           | 3                |                     |            |                |                |  |            |                  |                  |  |
|  | Rusia (3)           | 3                |                     | Rusia (3)  | 2              |                |  |            |                  |                  |  |
|  |                     |                  |                     | Rusia (3)  | 2              |                |  |            |                  |                  |  |
|  |                     |                  | Estados Unidos (2)  | 3          |                |                |  |            |                  |                  |  |
|  | Francia             | 1                | Estados Unidos (2)  | 3          |                |                |  |            |                  |                  |  |
|  | Francia             | 1                |                     |            |                |                |  |            |                  |                  |  |
|  | Estados Unidos (2)  | 4                |                     |            |                |                |  |            |                  |                  |  |
|  | Estados Unidos (2)  | 4                |                     |            |                |                |  |            |                  |                  |  |
|  |                     |                  |                     |            |                |                |  |            |                  |                  |  |

- En cursiva equipos que juegan de local.
- Los perdedores de la primera ronda, juegan contra los que se clasifican en el Grupo Mundial 2.
- (s) Entre paréntesis, el número de cabeza de serie.

## Repesca Grupo Mundial de 2011
La repesca del Grupo Mundial de 2011 de Copa Fed se disputó los días 24 y 25 de abril de 2010, y los resultados de esta fase se detallan en el siguiente esquema:
| Sede de la confrontación | Superficie     | Equipo local | Marcador | Equipo visitante |
| ------------------------ | -------------- | ------------ | -------- | ---------------- |
| Hasselt                  | Indoor Arcilla | Bélgica (1)  | 3–2      | Estonia          |
| Járkov                   | Indoor Arcilla | Ucrania (2)  | 0–5      | Australia        |
| Fráncfort del Meno       | Arcilla        | Alemania (3) | 2–3      | Francia          |
| Belgrado                 | Indoor Arcilla | Serbia (4)   | 2–3      | Eslovaquia       |

## Grupo Mundial 2
El Grupo Mundial 2 de la Copa Fed se disputó los días 6 y 7 de febrero de 2010, y los resultados de esta fase se detallan en el siguiente esquema:
| Sede de la confrontación | Superficie  | Equipo local | Marcador | Equipo visitante |
| ------------------------ | ----------- | ------------ | -------- | ---------------- |
| Melbourne                | Dura        | Australia    | 3–2      | España           |
| Polonia                  | Indoor Dura | Polonia      | 2-3      | Bélgica          |
| Tallin                   | Indoor Dura | Estonia      | 4-1      | Argentina        |
| Bratislava               | Indoor Dura | Eslovaquia   | 3–2      | China            |

## Repesca Grupo Mundial 2 de 2011
La repesca del Grupo Mundial 2 de 2011 de Copa Fed se disputó los días 24 y 25 de abril de 2010, y los resultados de esta fase se detallan en el siguiente esquema:
| Sede de la confrontación | Superficie     | Equipo local  | Marcador | Equipo visitante |
| ------------------------ | -------------- | ------------- | -------- | ---------------- |
| Sopot                    | Indoor Moqueta | España (1)    | 4–1      | Polonia          |
| Helsingborg              | Indoor Dura    | China (2)     | 2–3      | Suecia           |
| Montreal                 | Indoor Moqueta | Argentina (3) | 0–5      | Canadá           |
| Maribor                  | Indoor Arcilla | Japón (4)     | 1–4      | Eslovenia        |

## Zona Americana

### Grupo 1
- Canadá — promocionado a repesca del Grupo Mundial 2.
- Colombia
- Paraguay
- Brasil
- Chile
- Bolivia
- Cuba - relegado al Grupo 2 en 2011.
- Puerto Rico - relegado al Grupo 2 en 2011.

### Grupo 2
- Bahamas
- Bermudas
- Costa Rica
- Ecuador
- Guatemala
- México — promocionado al Grupo 1 en 2011.
- Panamá
- Perú — promocionado al Grupo 1 en 2011.
- República Dominicana
- Trinidad y Tobago

## Zona Asia/Oceanía

### Grupo 1
1. Japón — promocionado a repesca del Grupo Mundial 2.
2. China Taipéi
3. Kazajistán
4. Corea del Sur
5. Nueva Zelanda
6. Tailandia
7. Uzbekistán
8. Indonesia — relegado al Grupo 2 en 2011.

### Grupo 2
1. India — promocionado al Grupo 1 en 2011.
2. Kirguistán
3. Hong Kong
4. Malasia
5. Singapur
6. Filipinas
7. Siria

## Zona Europa/África

### Grupo 1
- 1 -  Suecia &  Eslovenia — promocionados a repesca del Grupo Mundial 2.
- 3 -  Australia &  Suiza
- 5 -  Países Bajos &  Rumania
- 7 -  Reino Unido &  Hungría
- 9 -  Israel &  Bielorrusia
- 11 -  Dinamarca &  Croacia
- 13 -  Bulgaria &  Letonia
- 15 -  Portugal &  Bosnia y Herzegovina —  relegados al Grupo 2 en 2010.

### Grupo 2
- 1 -  Armenia
- 1 -  Finlandia
- 1 -  Georgia
- 1 -  Grecia
- 1 -  Liechtenstein
- 1 -  Luxemburgo
- 1 -  Noruega
- 1 -  Sudáfrica

### Grupo 3
- 1 -  Marruecos &  Turquía — promocionados al Grupo 2 en 2011.
- 3 -  Argelia &  Egipto
- 5 -  Irlanda
- 6 -  Moldavia
- 7 -  Malta